# Réal V. Benoit
Réal V. Benoit est un chanteur québécois. 

## Biographie
Réal V. Benoît est né en 1945 à Rouyn-Noranda. 

### Débuts
Originaire de Rouyn-Noranda, en Abitibi-Témiscamingue, Réal V. Benoit est mineur de profession. Il commence sa carrière musicale au début des années 1970 et endisque trois albums entre cette 1971 et 1975. Surnommé « le chanteur-mineur », sa carrière s'avère une déception pour l'artiste : de mauvais contrats font en sorte qu'il ne touche pratiquement aucun argent et il est vite blasé par l'idée d'apparaître publiquement en habit de travail, comme le voulaient les producteurs. Les stations de radio sont parfois rebutées par la qualité des enregistrements, au son plutôt brut. De plus, son deuxième disque, Revoilà, dont la pochette est ornée d'un billet de cinq dollars, devra être retiré des rayons à cause d'un règlement interdisant toute reproduction de la monnaie officielle.
Lors un spectacle dans un hôtel de Lachute en 1975, il interprète trois chansons et annonce qu'il rentre chez lui. L'auteur-compositeur range sa guitare, retourne à son métier de mineur et se soustrait au regard du public pendant un quart de siècle. Ses disques deviennent des objets rares et la légende de Réal V. Benoit se construit au fil des ans.

### Retour
Au début des années 2000, Réal V. Benoit ressurgit. Totalement étranger au culte qui s'est construit autour de ses anciens enregistrements, l'ouvrier se laisse convaincre par Fred Fortin d'assurer la première partie d'un de ces spectacles. L'accueil que lui réserve le jeune public au cours d'une prestation d'une vingtaine de minutes sidère Benoit, qui recommence à donner des récitals sur une base régulière et lance un nouvel album en 2005. Deux disques compilations et un DVD (Récital live Sérieusement) sont également paru de même qu'un documentaire sur sa vie, Sortir du trou, réalisé par Martin Guérin.
La musique de Réal V. Benoit, que l'on compare à Willie Nelson et Merle Haggard, passe du folk à la country. Ses compositions sont chantées d'une voix parfois monocorde, et la réalisation est souvent bâclée (dans le cas des premiers enregistrements). Parmi ses titres les plus connus : La routine, Les baveux, Christ de pauvres, Le gros mangeux ou encore Un hypocrite, un vendu, un salaud.
En 2007, il fait paraître Trésors retrouvés. Un nouvel album est prévu pour mars 2010. Benoit endisque avec son imprésario et ami musicien Claude R. Knight et a joué sur scène avec le groupe Psychocaravane.
Son disque Sérieusement a été en nomination en 2006 comme Album country de l'année au gala de l'ADISQ alors que Trésors retrouvés fut finaliste dans la même catégorie en 2008.

## Discographie

### Albums
- Voilà - Chansons pour mineurs et adultes (1971)
- Revoilà Réal V. Benoit (1972)
- Pour le fun (1973)
- Sérieusement - La ballade des bills de 20 $ (2005)
- Trésors retrouvés (2007)
- À ceux qui m'aiment (à paraître en 2010)

### Compilations
- Réal V. Benoit (2001)
- Cinq piasses (2003)

## Archives
En 2012, Réal V. Benoît fait don de textes de chansons, de partitions, d'albums originaux ainsi que d'enregistrements inédits à Bibliothèque et archives nationales du Québec  (BANQ) de Rouyn-Noranda. Dans le fonds d'archives en son nom, on retrouve également des enregistrements de concerts, des affiches de spectacles, un journal de bord, des photographies et son livre autobiographique intitulé Pour le fun. 